# Иж-2715
Иж-2715 — советский и российский двух-шестиместный (в различных модификациях) грузо-пассажирский автомобиль малого класса с типом кузова фургон, пикап. Серийно выпускался на Ижевском автозаводе в течение 29 лет, в 1972—2001 годах. В 1997 году на смену пришёл кузов модели Иж-2717. Выпущено 2 317 493 авто.
Кабина автомобиля двухместная, сиденья — раздельные с регулировкой сиденья водителя по длине и наклону спинки. Создан на базе автомобиля Москвич-412, также выпускавшегося в Ижевске. Выпускался в комплектации с двигателями модификации УЗАМ-412Э (1,487 л, 75 л.с.) и УЗАМ-412ДЭ (1,487 л, 67 л. с.).
В 1980-е гг. был единственным в СССР лёгким развозным автомобилем. До этого снабжение торговых организацией подобным транспортом традиционно возлагалось на авторемонтные заводы, переделывавшие в развозные фургоны и пикапы отслужившие своё седаны и универсалы. Его грузоподъёмность составляла 450—500 кг. Использовался для перевозки небольших партий грузов.
Из-за характерного силуэта в народе автомобиль получил прозвища «башмак», «каблук». Также поскольку данный автомобиль часто использовался для перевозки хлебобулочных и кондитерских изделий, в народе его часто называли «пирожок» или «пирожковоз»

## Модификации
Выпускалось два поколения автомобилей Иж-2715 в различных модификациях.
Первое поколение выпускалось в 1972—1982 годах. Передняя часть автомобиля была заимствована от Москвича-412, производившегося на том же заводе. На некоторые экспортные модификации устанавливалась передняя облицовка и фары (производства ГДР) от выпускавшегося в эти же годы в Ижевске ИЖ-2125 «Комби».

### Модификации до 1982 года

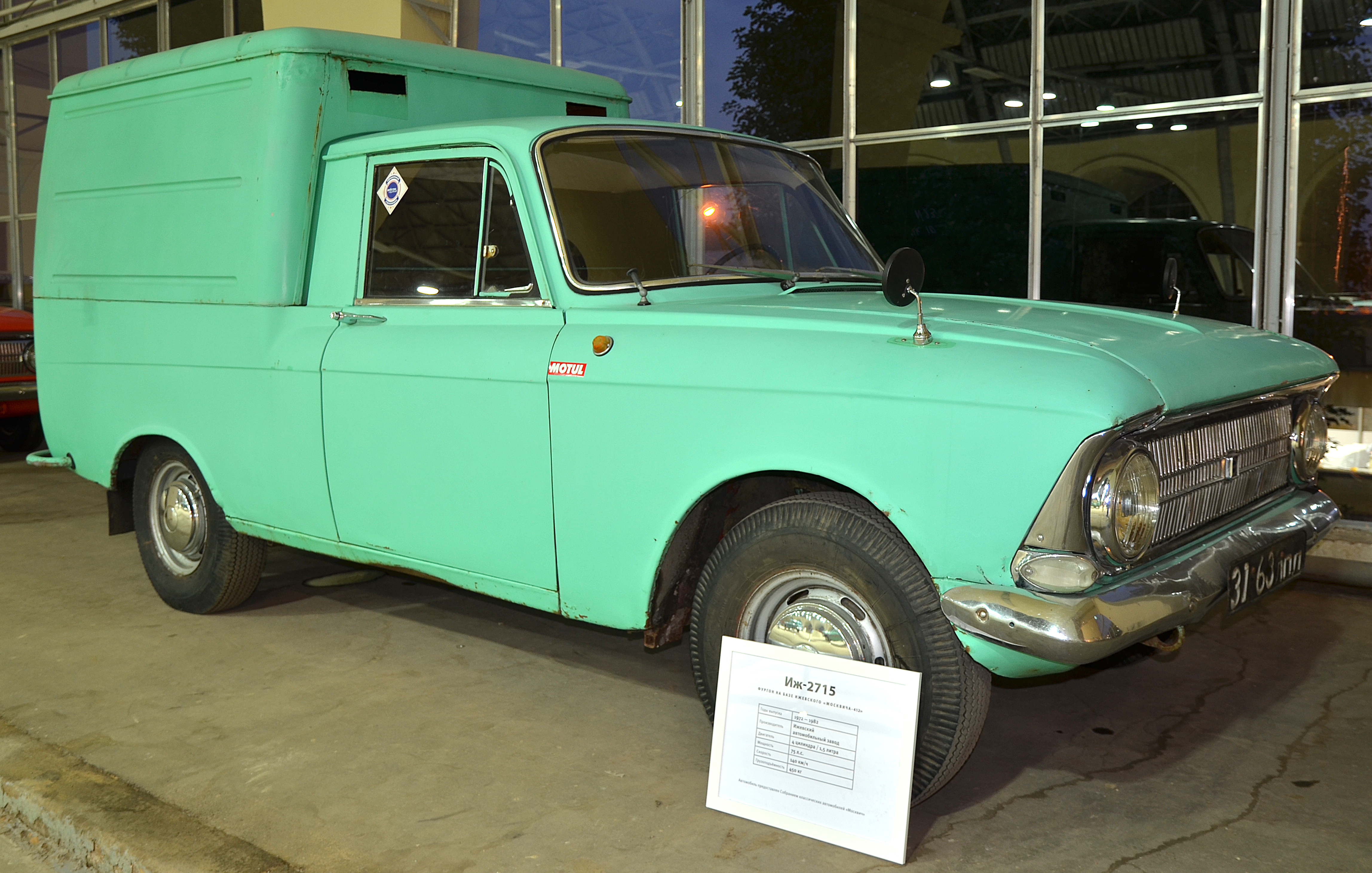
Иж-2715 (1972—1982)

- Иж-2715 — легковой цельнометаллический фургон. Имел двухстворчатую заднюю дверь. Выпускался в 1972—1982 годах.
- Иж-27151 — пикап. Задний борт откидывался вниз. Выпускался в 1974—1982 годах

В 1982 году последовало обновление всего модельного ряда автомобилей Иж, вместо унаследованной от АЗЛК решётки радиатора они получили новую чёрную решётку разработки ИжАвто с круглыми фарами. Также новое поколение получило новый капот, утопленные ручки и дверцы без форточек (теперь очень редко встречаются варианты с форточками).

### Модификации после 1982 года

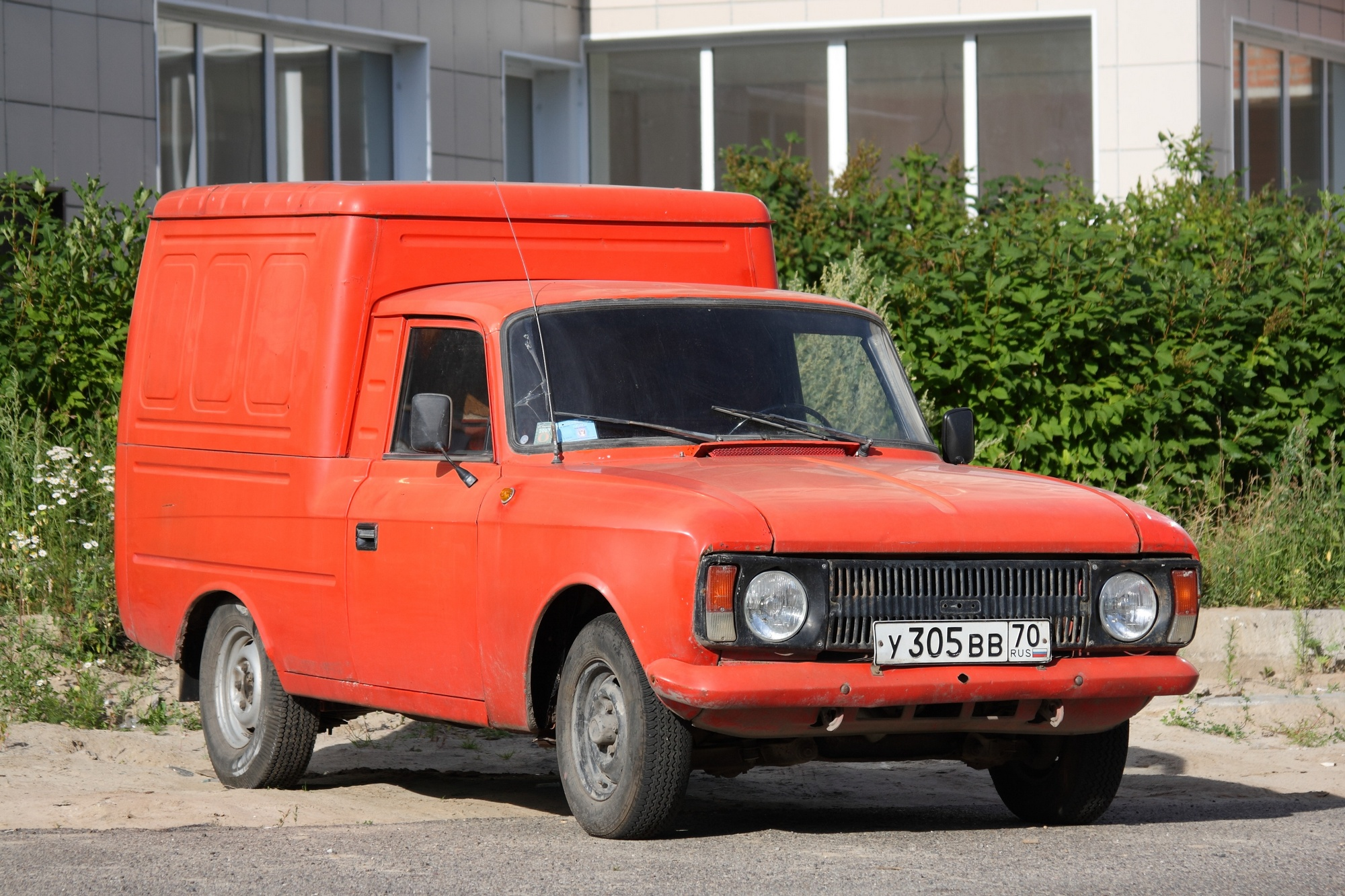
Иж-2715-01 (1982—1997)

- Иж-2715-01 — легковой цельнометаллический фургон. Выпускался в 1982—1997 годах.
- Иж-2715-016-01 — легковой цельнометаллический фургон. Выпускался в 1997—2001 годах. Представляет собой модификацию предыдущей модели с двигателем УЗАМ-0102 объёмом 1.6 литра 80 л. с., рулевым колесом от ВАЗ-2108-09 и сиденьями от Иж-2126.
- Иж-2715-011-01(АИ-76)-014-01(АИ-93) — легковой цельнометаллический фургон.
- Иж-27151-011-01 — пикап. Выпускался в 1982—1997 годах.
- Иж-27156 — шестиместный грузо-пассажирский вариант. Выпускался в 1988—2001 годах. Данная модификация предназначалась как для перевозки грузов, так и для кратковременной перевозки пассажиров. Конструкция автомобиля в основном повторяла модель грузового фургона Иж-2715-01, отличаясь от него трансформируемым задним грузовым отсеком, вдоль бортов которого были установлены два откидных двухместных сиденья. Помимо этого, на месте глухих боковин будки появились два больших окна со сдвижными стёклами для притока воздуха и стекло на левой створке задней двери. Стекло в перегородке, отделяющей кабину от грузового отделения, также стало сдвижным. В салоне на уровне голов пассажиров разместили дополнительные мягкие накладки и под потолком — плафон освещения. В соответствии с требованиями пассивной безопасности были усилены многие силовые элементы кузова.

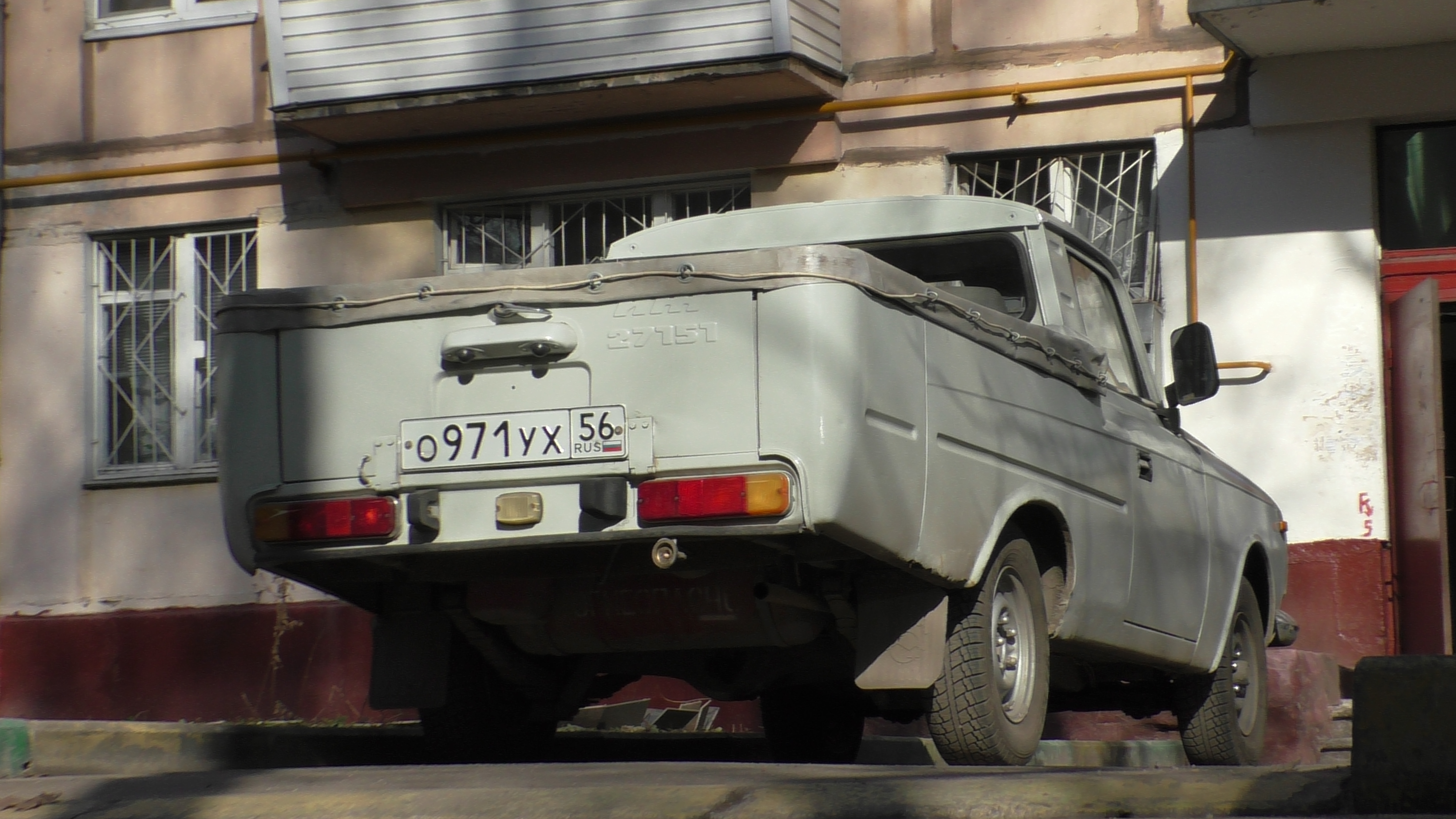
Пикап с удлинённой платформой

- Пикап с удлинённой платформойТакже существовала экспортная модификация Иж-27151 «Elite PickUp» с удлинённой платформой. В СССР была известна под индексом Иж-27151-013-01. Первоначально автомобиль поставлялся только в Латинскую Америку (в частности, в Панаму, откуда советская торговая организация Автоэкспорт получила заказ на поставку), но позже продавался также в Финляндии. Своё название получил по аналогии с экспортным наименованием Москвича-412, на некоторых рынках продававшемся как «Elite 1500». Основным отличием от пикапов для внутреннего рынка были удлиненная грузовая платформа и квадратные передние фары, как на Москвичах и Иж первого поколения. Блоки поворотников и габаритных огней оставались прежними, от Иж серии «ИЭ» последних лет выпуска. Колёсная база и техническая начинка остались без изменений.

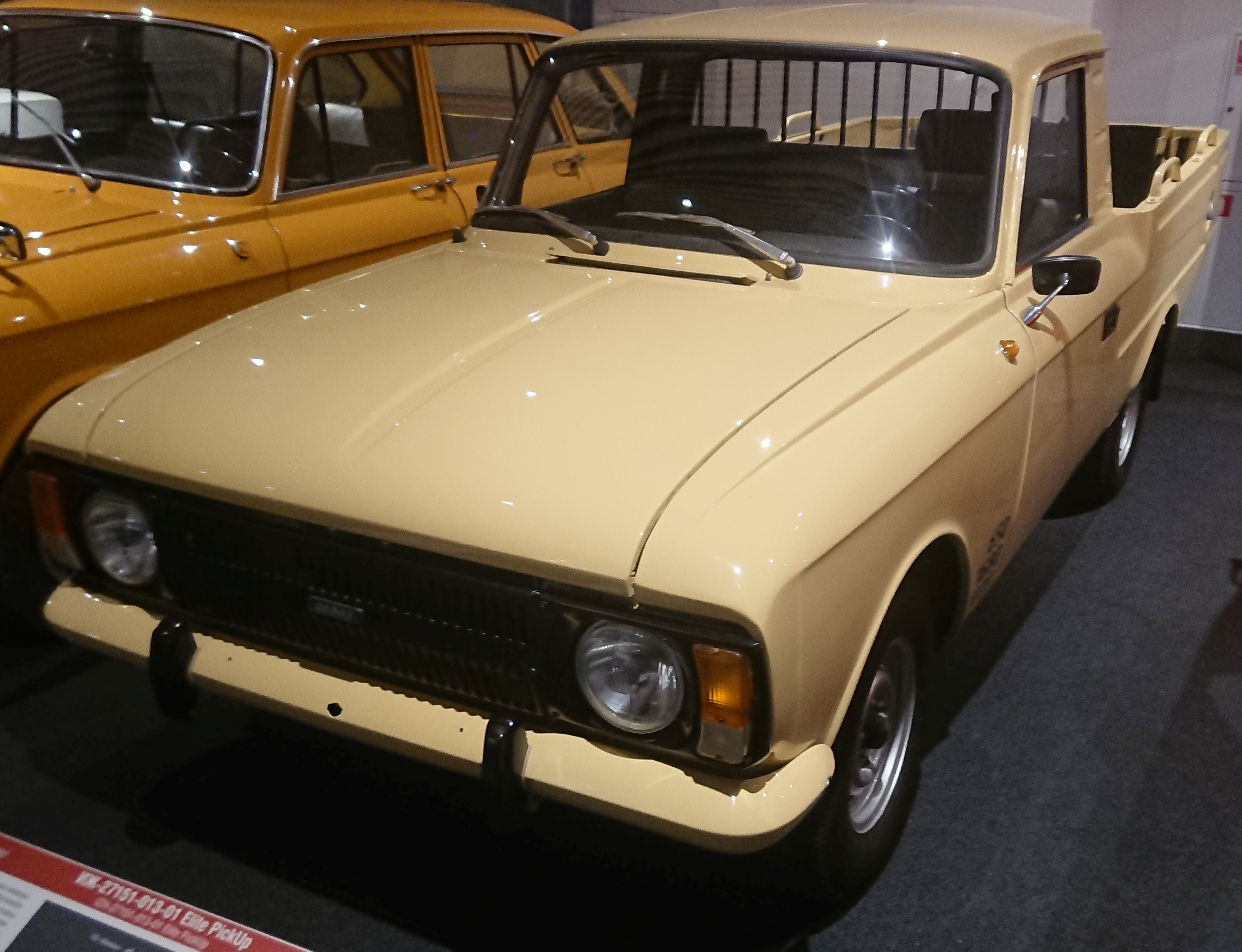
ИЖ-27151-013-01 Elite Pickup

Машина предназначалась для объёмных легковесных грузов. При увеличении полезного объёма грузовой платформы заявленная грузоподъёмность осталась прежней. В случае перегрузки машины разгружался передний мост, и нарушалась управляемость. Известно также, что в девяностые годы на базе таких пикапов «ИжМаш» изготовил для внутреннего рынка опытную партию из 10 грузопассажирских машин — с «застеклённым» фургоном. Часть из них использовалась как санитарные автомобили, но они не пошли в серию из-за плохой управляемости при загрузке задней оси.
Известно, что некоторые фургоны переоборудовались своими владельцами в грузо-пассажирские самостоятельно.
В годы становления в России альтернативных форм собственности — той же кооперативной, например — создатели грузового автомобиля Иж-2715 с кузовом типа фургон впервые серьёзно задумались о возможности выпуска варианта машины, кузов которой при необходимости мог бы быть трансформирован в пассажирский. Транспортному средству Иж-27156, представлявшему собой грузо-пассажирскую модификацию этого широко распространённого фургона, собственно как раз и ставилась задача удовлетворять требованиям индивидуального владельца, кооператора.

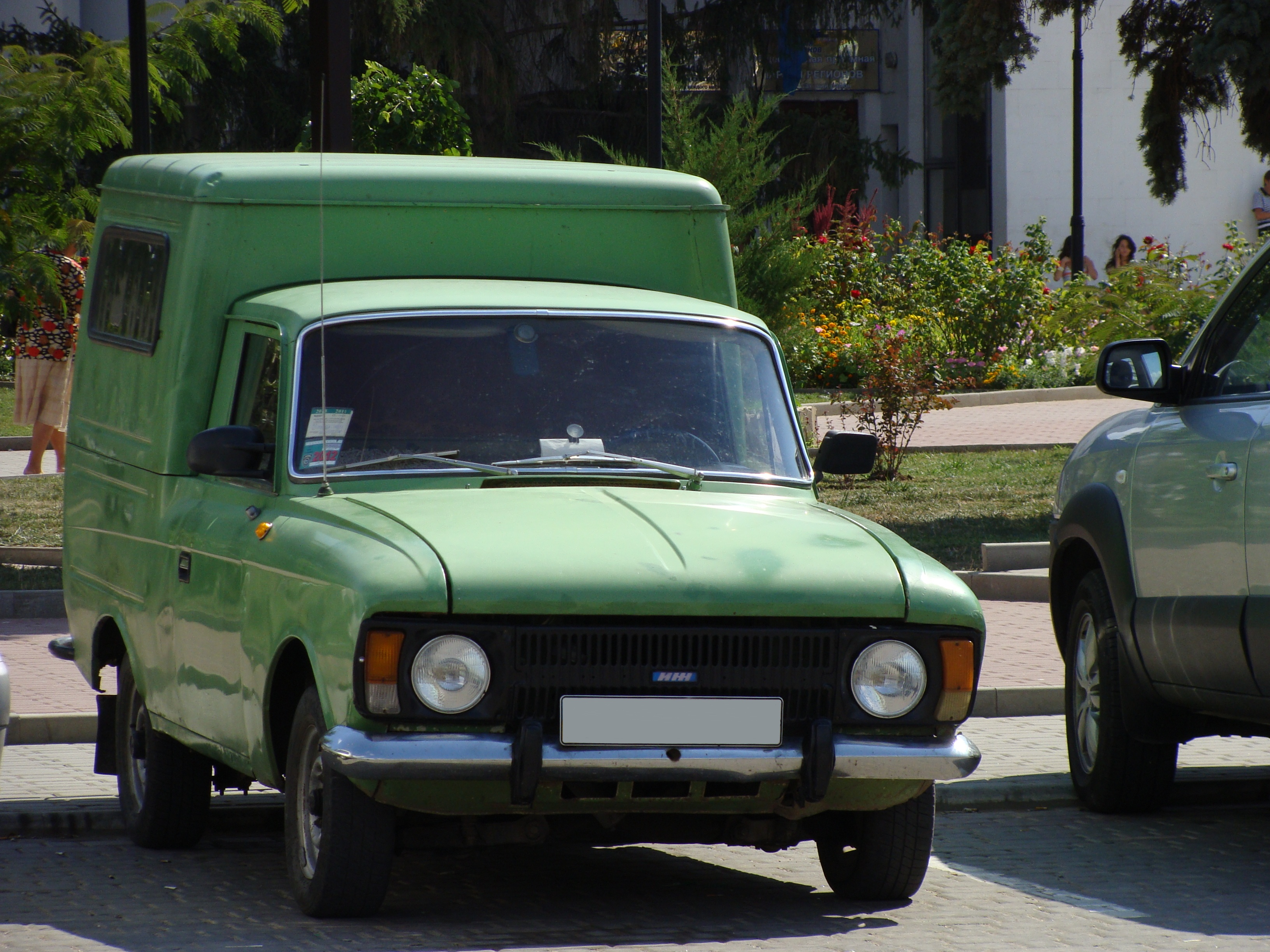
Иж-2715-01 с автобусной форточкой в боковине колпака

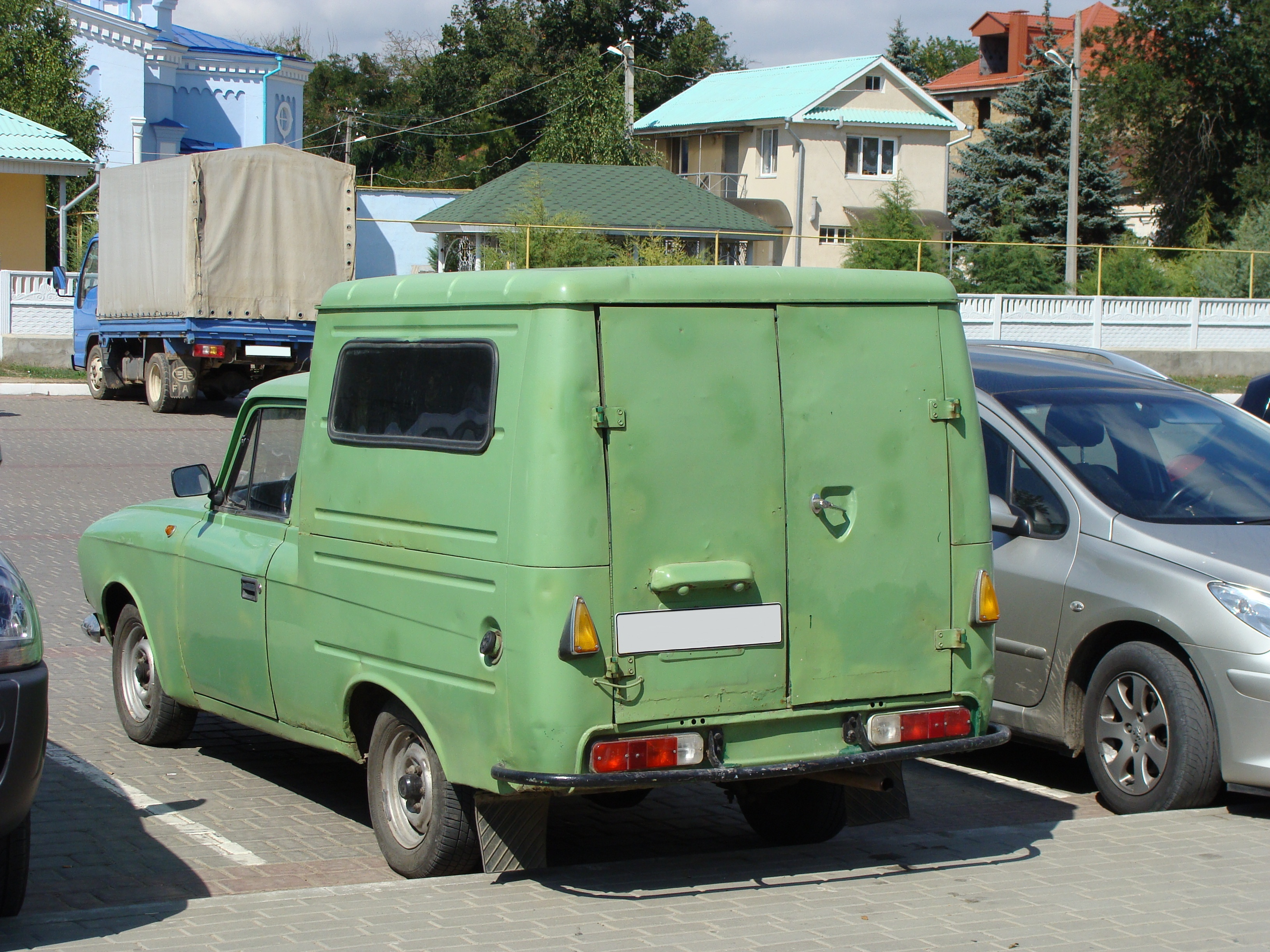
Иж-2715-01 с автобусной форточкой в боковине колпака, вид сзади

По кузову Иж-27156 был практически полностью унифицирован с базовым Иж-2715, однако вдоль бортов грузопассажирского «Ижа» устанавливались два двухместных сиденья, благодаря чему машина становилась шестиместной (включая водителя). Помимо пассажиров, при этом можно было транспортировать и небольшой груз. При откинутых же сиденьях салон превращался в грузовой отсек. Помимо последнего, груз представлялось возможным разместить и на специальном багажнике, монтируемом на крыше автомобиля. В связи с тем, что грузовой кузов использовался для перевозки людей, в него были внесены и некоторые изменения.
Во-первых, в салоне вместо глухих боковых стенок появились большие окна со сдвижными стёклами-форточками — по одному на каждом из боковых бортов, которые обеспечивали и обзор, и вентиляцию. Во-вторых, появилась форточка и в окне, установленном в перегородке, отделявшей салон от кабины. В-третьих, в крыше появился люк с подъёмной металлической крышкой. И, наконец, для освещения кузова был установлен дополнительный плафон, а на уровне головы с целью предохранения пассажиров от ушибов стали устанавливать специальные накладки. Замок задней двери снабжался дополнительной рукояткой — внутренней.
Значительная часть автомобилей Иж-27156 выпускалась с дефорсированным до 68 л. с. двигателем модели УЗАМ-412ДЭ, работавшим на бензине А-76. Такая комплектация обозначалась как Иж-27156-011 (со стандартным, 75-сильным двигателем УЗАМ-412Э — Иж-27156-014).

## Варианты внешнего вида
Все выпускавшиеся варианты внешнего вида Иж-2715 можно приблизительно разделить на четыре основных вида:
- Первый вариант — боковина будки имеет три ребра жёсткости, на кузове автомобиля ребер нет, бампер и облицовка радиатора хромированные, задние двери гладкие с металлической эмблемой «ИЖ 1500 ГР». Вместо заднего бампера — трубка, состоящая из трех частей.
- Второй вариант — боковина будки имеет три ребра жёсткости, на кузове автомобиля — одно. Облицовка радиатора и передний бампер окрашены в цвет автомобиля. Остальное аналогично первому варианту.
- Третий вариант — боковина будки имеет три ребра жёсткости, на кузове автомобиля — два ребра, задние двери гладкие с выштамповкой «Иж-2715». Облицовка радиатора и передний бампер окрашены в цвет автомобиля. Передний бампер мог быть с «клыками», а на передней части будки могло иметься ребро жесткости. Задний бампер представлял собой две трубки по бокам кузова.
- Четвёртый вариант — автомобили с новой чёрной решеткой радиатора (2715—011 и 014 часто имели решетку в цвет кузова), утопленными ручками дверей, выштамповкой на крыше и боковине кабины водителя. Имеется ребро жёсткости на передней части будки, три выштамповки в форме окон на боковинах будки, два ребра жёсткости на задних дверях и выштамповки «Иж-2715» на правой половине задней двери и в форме окна на левой. Вместо заднего бампера — трубка по центру кузова (трубка больше она же подножка устанавливалась на 27156, на 2715 сохранялись две дуги по бокам), боковых трубок нет. Передний бампер окрашен в цвет автомобиля, а на автомобилях последних лет выпуска — чёрный пластиковый бампер. Именно на базе четвёртого варианта выпускался Иж-27156 — с одним окном на каждой боковой панели будки и сзади на левой двери, сзади по центру — подножка, передний бампер и облицовка радиатора — в цвет кузова или чёрным.

## Технические характеристики
| Тип кузова                | Цельнометаллический фургон несущего типа со съёмной верхней частью                        |
| Тип двигателя             | Бензиновый, четырёхтактный, карбюраторный                                                 |
| Объём двигателя           | 1480 см³                                                                                  |
| Мощность двигателя        | 67/5500 л. с./об. мин. (АИ 76 66,6 л. с.)                                                 |
| Система зажигания         | Контактная                                                                                |
| Передняя подвеска         | Независимая, пружинная с поперечными рычагами, со стабилизаторами поперечной устойчивости |
| Задняя подвеска           | Продольные полуэллиптические рессоры с серьгами в задних ушках                            |
| Максимальная скорость     | 125 км/ч                                                                                  |
| Время разгона до 100 км/ч | 19 сек.                                                                                   |
| Тип привода               | Задний                                                                                    |
| Размер шин                | 6,40 / 13 (170/80 R13)                                                                    |

## Галерея

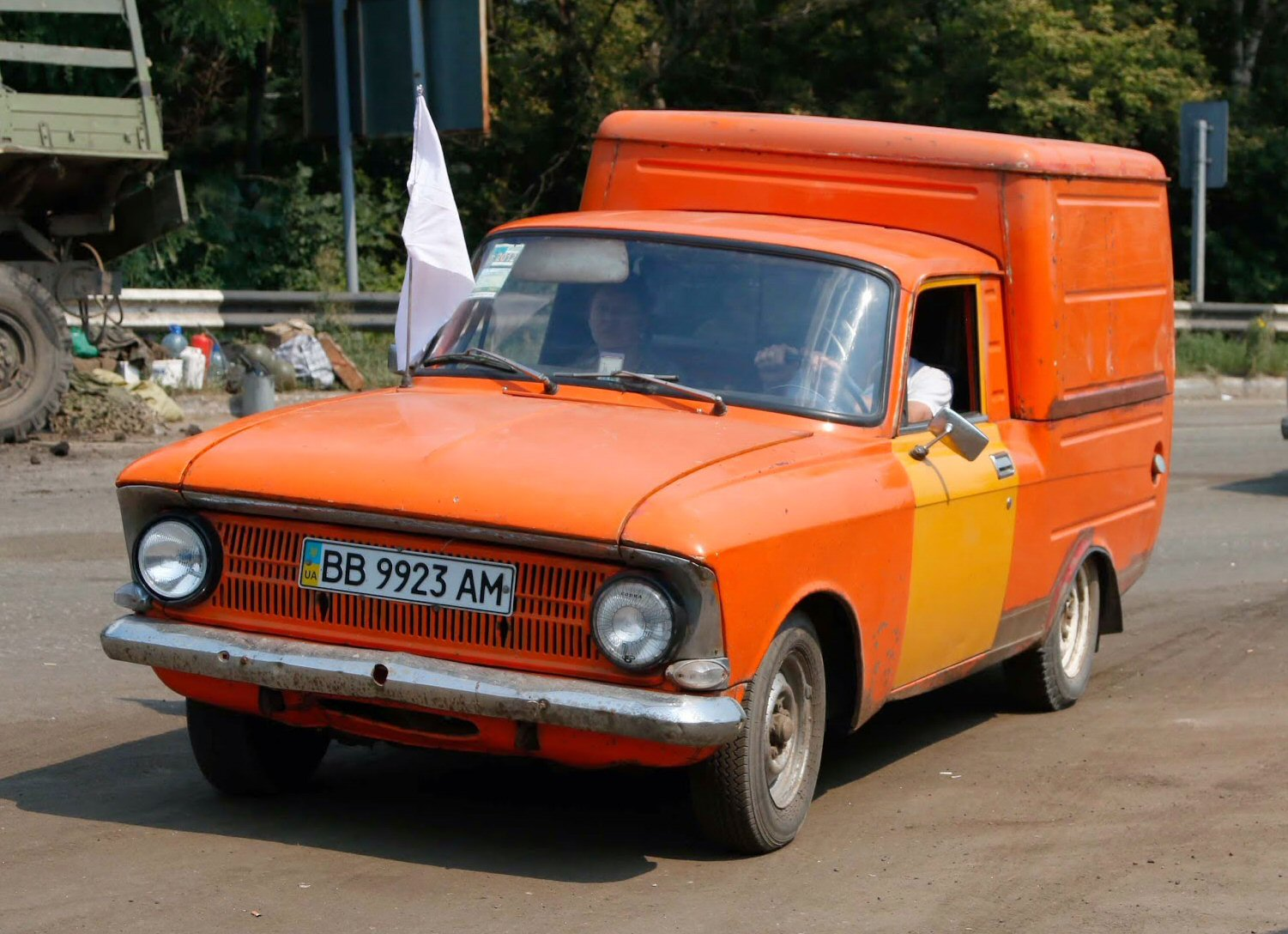
Иж-2715 с дверями от Москвич-2140/2138/2137
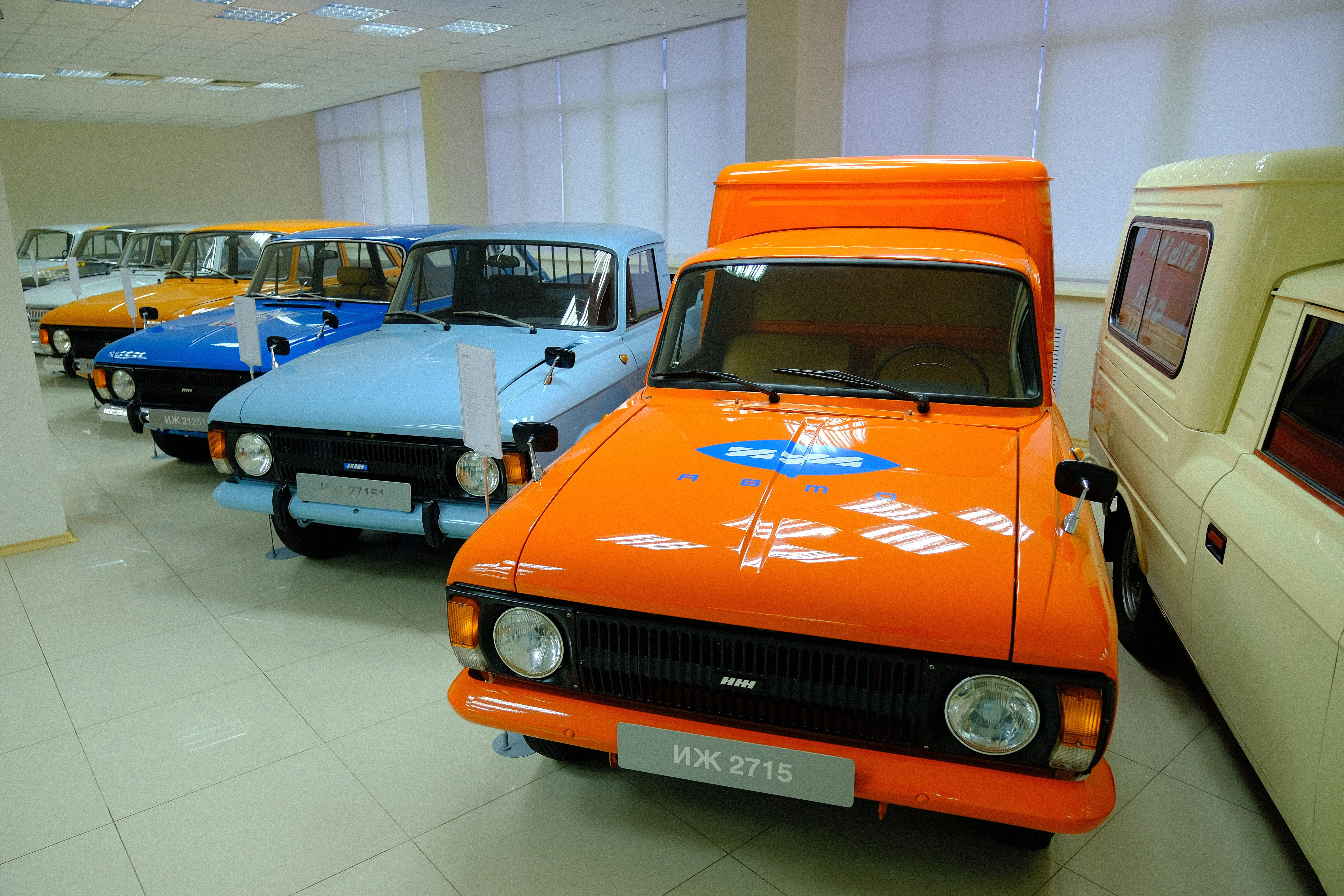
Иж-2715-01 (справа) и Иж-27151-01 (слева) в музее Ижевского автозавода
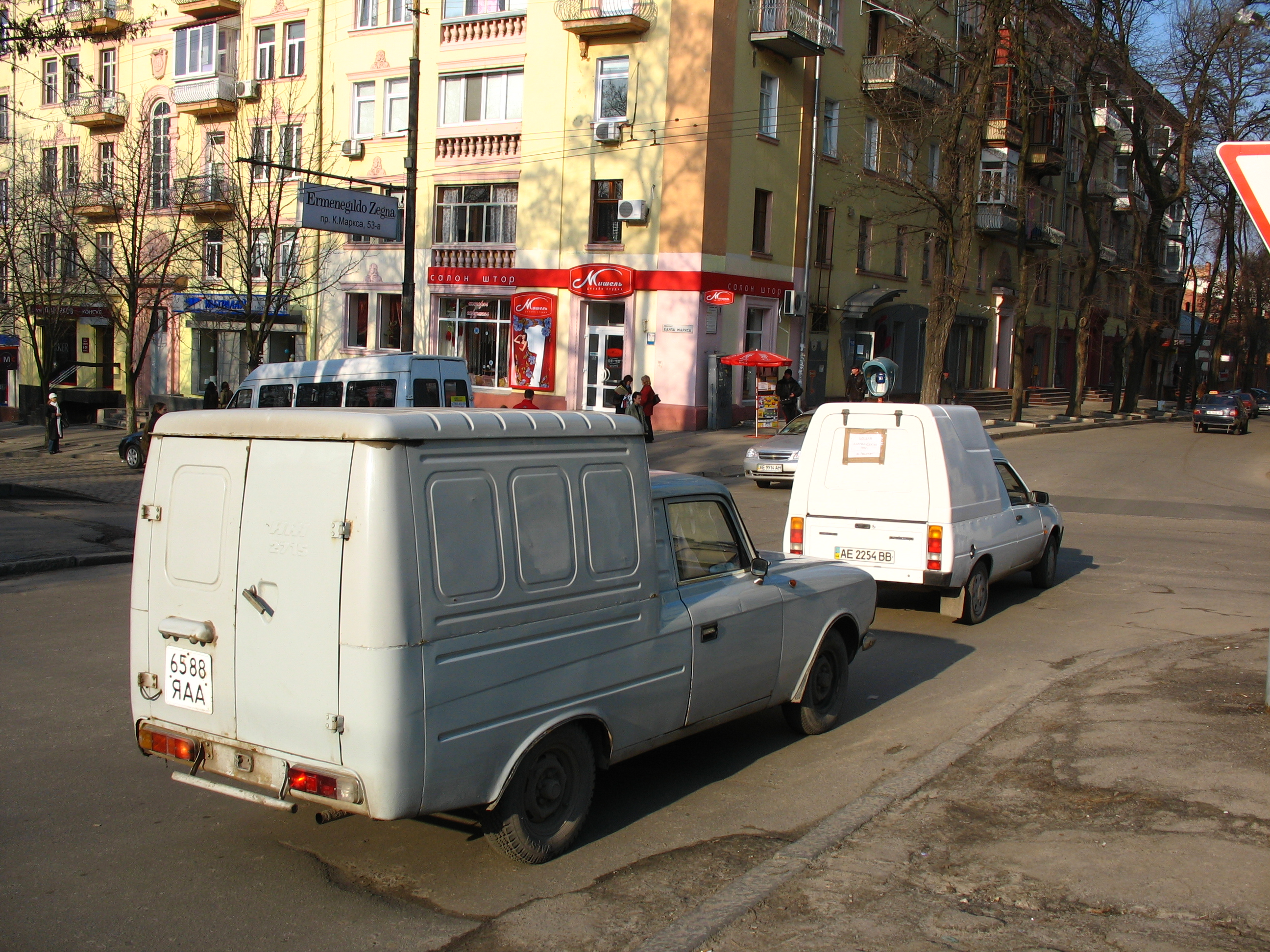
Иж-2715-01 и ЗАЗ-11055
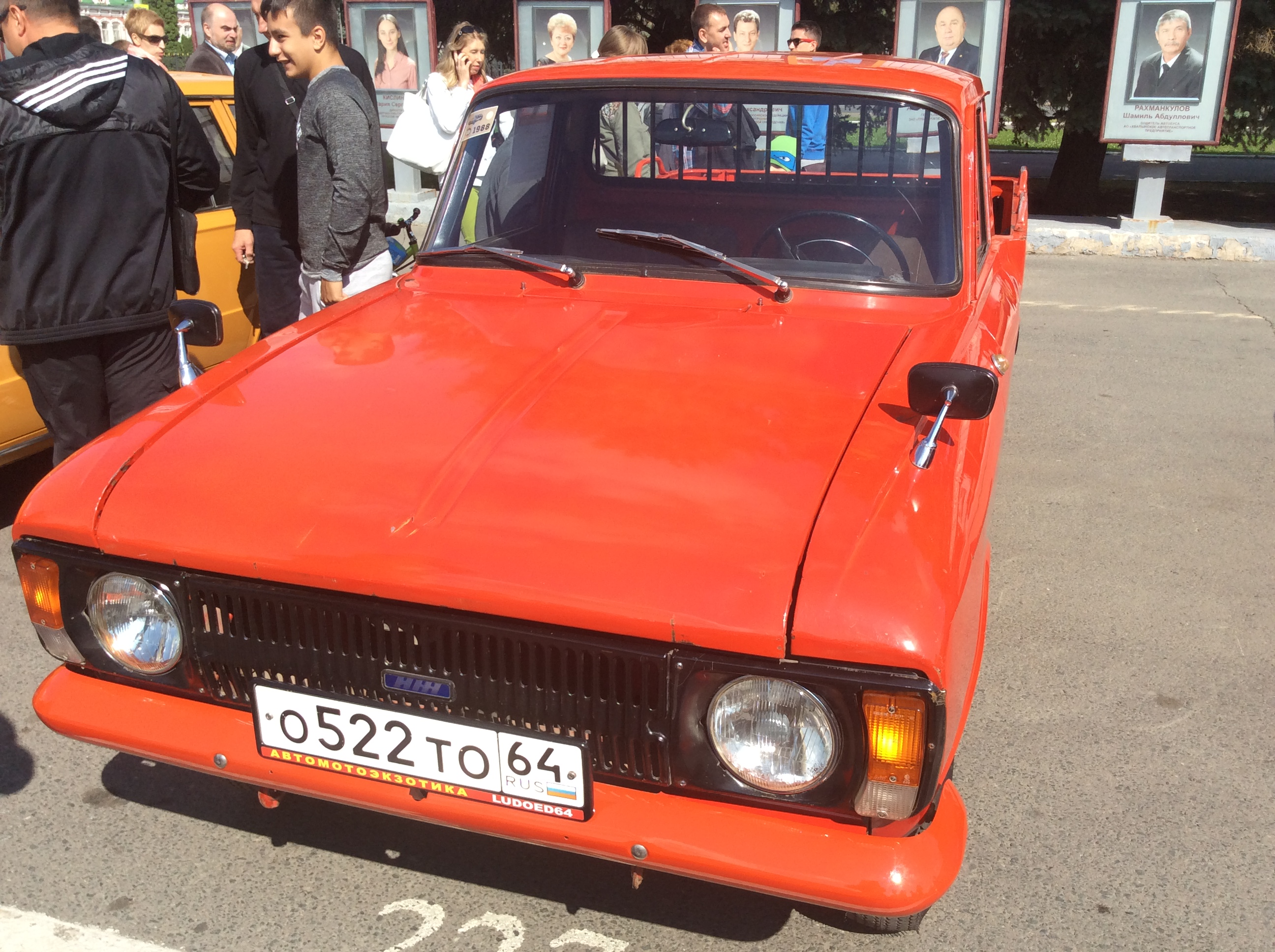
Иж-27151-01 (пикап)
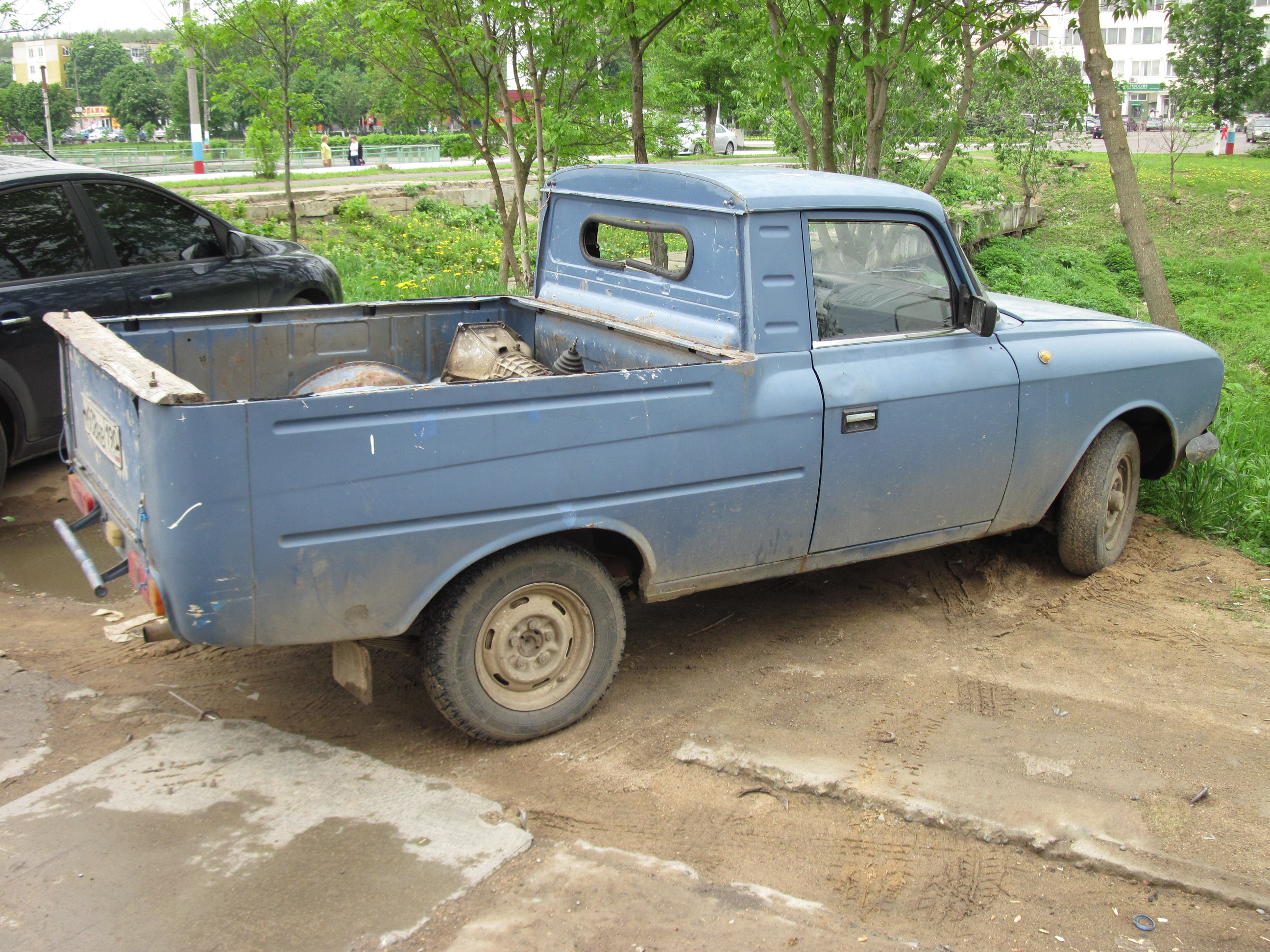
Иж-27151-01, кустарно переделанный в пикап
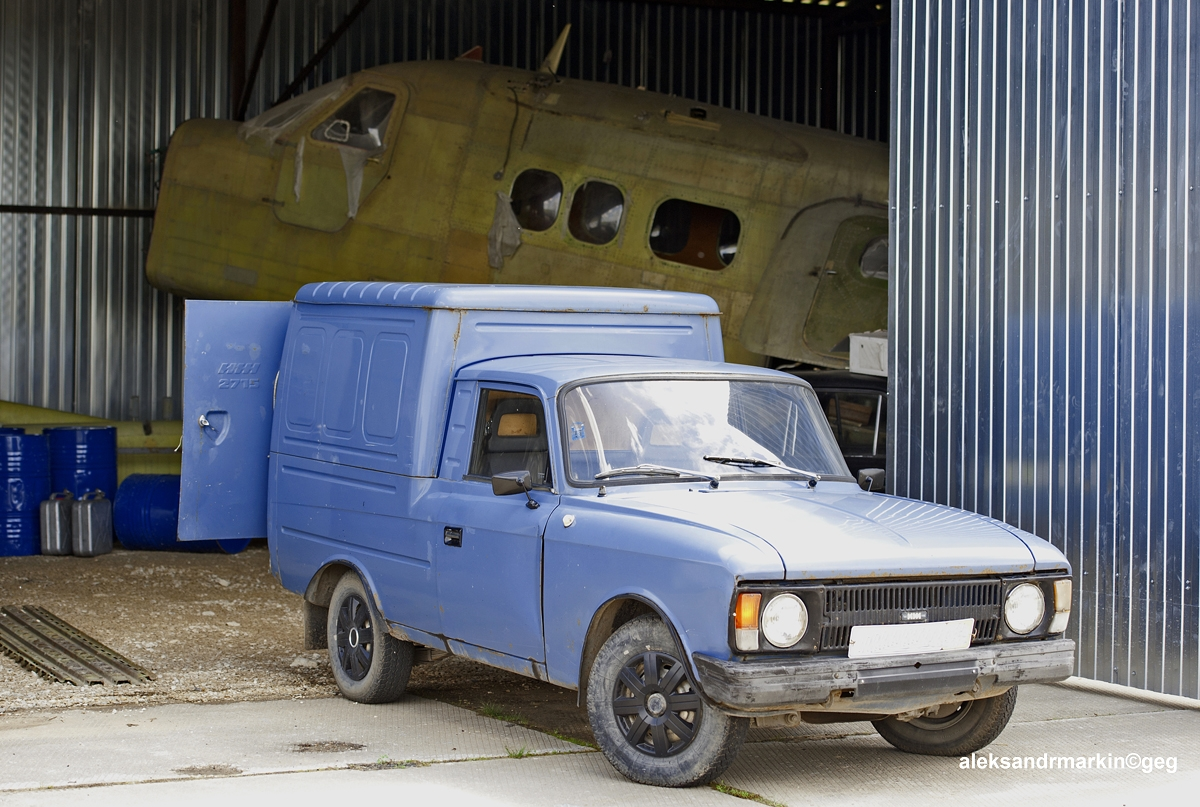
Иж-2715-01

## В автомоделизме
Масштабная модель пикапа Иж-27151 горчичного цвета была выпущена в масштабе 1:43 в серии «Автолегенды СССР» от ДеАгостини компанией Premium and Collectibles Trading Co ltd (Китай). В этой же серии вышла модель фургона Иж-27156 белого цвета. В другой серии ДеАгостини («Автомобиль на службе») выпущена модель фургона Иж-2715-01 ""Ремонт бытовой техники", тёмно-оранжевого цвета, того же масштаба (обозначена как просто Иж-2715). Ещё позднее издательский дом  ДеАгостини выпустил классический Иж-2715 стандартного светло- оранжевого цвета. 
В СССР (а затем и в России) на саратовском заводе «Тантал» (ныне «Моссар») был налажен выпуск модели пикапа в масштабе 1:43 под названием «Москвич-пикап»; однако эта модель имеет вертикальные задние фонари (заимствованы от первого варианта «Москвич-408»), и её прототипом стал несерийный автомобиль, выпускавшийся в Москве, а не в Ижевске.
Издательством «Орел» (г. Херсон, Украина) в журнале «Бумажное моделирование» № 269 выпущена картонная сборная модель автомобиля в масштабе 1:25 (разработчик модели — С. Обидин).